# Regierung Wathelet
Die Regierung Wathelet war die vierte wallonische Regierung. Sie amtierte vom 11. Dezember 1985 bis zum 3. Februar 1988.
Die Regierung Wathelet war die erste vom Regionalrat gewählte wallonische Regierung. Von 1981 bis 1985 setzte sich die wallonische Regierung proportional zur Stärke der Parteien im Regionalrat zusammen. Die Christsoziale Partei (PSC) stellte den Ministerpräsidenten Melchior Wathelet sowie zwei weitere Minister, die liberale Parti réformateur libéral (PRL) stellte drei Minister. Die beiden Parteien verfügten über jeweils 26 der 103 Sitze des Regionalrats. Bei der Parlamentswahl am 13. Dezember 1987 verloren die Regierungsparteien ihre Mehrheit. Es wurde eine Koalitionsregierung aus Sozialistischer Partei (PS) und PSC gebildet.

## Zusammensetzung
| Amt | Name              | Partei | Beginn der Amtszeit | Ende der Amtszeit |
| --- | ----------------- | ------ | ------------------- | ----------------- |
| Ministerpräsident und Minister für neue Technologien, Außenbeziehungen, allgemeine und Personalangelegenheiten | Melchior Wathelet | PSC    | 11. Dezember 1985   | 3. Februar 1988   |
| Minister für Wirtschaft, Arbeit und Mittelstand                                                                | Arnaud Decléty    | PRL    | 11. Dezember 1985   | 3. Februar 1988   |
| Minister für Wohnungen und die Verwaltungsaufsicht über die lokalen Behörden                                   | Amand Dalem       | PSC    | 11. Dezember 1985   | 3. Februar 1988   |
| Minister für Haushalt, Finanzen und öffentliche Arbeiten                                                       | Charles Aubecq    | PRL    | 11. Dezember 1985   | 3. Februar 1988   |
| Minister für Raumordnung, den ländlichen Raum und Wasser                                                       | Albert Liénard    | PSC    | 11. Dezember 1985   | 3. Februar 1988   |
| Minister für Umwelt und Landwirtschaft                                                                         | Daniel Ducarme    | MRL    | 11. Dezember 1985   | 3. Februar 1988   |